# Event Horizon (film)
Event Horizon is een Amerikaanse sciencefictionfilm uit 1997, geregisseerd door Paul W.S. Anderson. Laurence Fishburne en Sam Neill vertolken de hoofdrollen.
In de Verenigde Staten bracht de film $ 26.673.242 op.

## Verhaal
In het jaar 2047 wordt een groep astronauten eropuit gestuurd om het verloren gewaande schip Event Horizon te gaan onderzoeken. Dit schip verdween zeven jaar eerder onder mysterieuze omstandigheden, maar het is nu weer verschenen in het zonnestelsel. De Event Horizon is uitgerust met een experimenteel voorstuwingsmechanisme (de zogenaamde "gravity drive" ofwel "zwaartekracht-motor") dat snelheden sneller dan het licht zou kunnen bereiken. Bij de eerste test van de aandrijving verdween het schip van de radar en was het sindsdien spoorloos.
Het ruimteschip Lewis and Clark (naar de expeditie van Lewis en Clark) met aan boord de astronauten bereikt de Event Horizon die zich nu in een baan rond de planeet Neptunus bevindt. Als de astronauten aan boord komen van het verlaten schip wordt duidelijk dat de bemanning op gruwelijke wijze om het leven is gekomen. Langzaam maar zeker wordt de afgrijselijke waarheid onthuld: het experiment zeven jaar geleden is niet mislukt, het is juist wél gelukt. Beter dan ooit kon worden gehoopt. De Event Horizon heeft een reis gemaakt die zó ver was dat het het menselijk bevattingsvermogen te boven gaat. En het is teruggekomen met iets kwaadaardigs aan boord.
Een van de astronauten is de ontwerper van de gravity-drive: dr. William Weir, een hoogbegaafde geleerde en tevens de enige persoon ter wereld die exact weet hoe de mysterieuze motor werkt. Astronaut Justin onderzoekt de motor wanneer ze aan boord zijn. Plots schakelt de motor zichzelf in en Justin wordt erin "gezogen". Later wordt hij teruggevonden in catatonische toestand.
Vervolgens worden de astronauten een voor een geconfronteerd met hun diepste innerlijke angsten en een aantal komt daarbij op afschuwelijke wijze om het leven. Justin ontwaakt uit zijn catatonische toestand en probeert zelfmoord te plegen door de luchtsluis in te lopen, maar wordt op het laatste moment gered door kapitein Miller. De kwaadaardige entiteit die deze psychosen veroorzaakt lijkt zich achter in het schip te bevinden, waar ook de gravity-drive is.
Kapitein Miller weigert aanvankelijk het gevaar in te zien, maar wanneer ook hij "bezocht" wordt door een diepliggend verdrongen angstbeeld dat hem bijna zijn eigen leven doet benemen, besluit hij de Event Horizon te vernietigen. Dr. Weir verzet zich hiertegen, in diens ogen worden de gebeurtenissen veroorzaakt door een fenomeen dat zo uniek is dat ze de gelegenheid niet voorbij mogen laten gaan om het nader te onderzoeken.
Dit resulteert uiteindelijk in een confrontatie tussen beide mannen. Weir is inmiddels bezeten door de kwaadaardige entiteit. Als een brandende man met bovenmenselijke krachten openbaart hij zich aan Miller die hij probeert om te brengen. De brandende man refereert aan het tot dan toe enige overleden teamlid waarvan Miller ooit leider is geweest. Miller liet diegene achter in een luchtsluis zodat hij de rest van het team zou redden. De grootste nachtmerrie voor Miller is het verliezen van nog een teamlid.
Miller weet op het laatste moment de overgebleven astronauten te redden door zichzelf op te offeren. De Event Horizon wordt letterlijk een zwart gat in gezogen om dan voorgoed te verdwijnen.

## Rolverdeling
| Acteur             | Personage                    |
| ------------------ | ---------------------------- |
| Laurence Fishburne | Kapitein Miller              |
| Sam Neill          | Dr. William Weir             |
| Kathleen Quinlan   | Peters, medisch technicus    |
| Joely Richardson   | Lt. Starck                   |
| Richard T. Jones   | Cooper                       |
| Jack Noseworthy    | Justin                       |
| Jason Isaacs       | D.J.                         |
| Sean Pertwee       | Smith                        |
| Peter Marinker     | Kapitein John Kilpack        |
| Holley Chant       | Claire                       |
| Barclay Wright     | Denny Peters                 |
| Noah Huntley       | Brandende man/Edward Corrick |
| Robert Jezek       | Rescue 1 Technicus           |
| Emily Booth        | Meisje op monitor            |
| Teresa May         | Vanessa                      |

## Achtergrond
- Het spookschip-thema stamt al van vroeger tijden, toen schepen als De Vliegende Hollander aanleiding gaven voor griezelverhalen rondom het kampvuur. Event Horizon kan worden gezien als een moderne variant hierop.